# Deluxe (album)
Deluxe – kompilacyjny album muzyczny piosenkarza Deana Martina wydany przez wytwórnię Pickwick Records w 1967 roku. Jest to reedycja albumu This Time I’m Swingin’! z 1960 roku lecz nie zawiera wszystkich zawartych na nim utworów.

## Utwory
| Nr | Tytuł                                       | Długość |
| A1 | I Can't Believe That You're In Love With Me | 2:22    |
| A2 | True Love                                   | 2:37    |
| A3 | Just In Time                                | 2:11    |
| A4 | Someday                                     | 2:19    |
| A5 | Please Don't Talk About Me When I’m Gone    | 2:24    |
| B1 | On The Street Where You Live                | 3:34    |
| B2 | Until The Real Thing Comes Along            | 3:00    |
| B3 | I've Grown Accustomed To Her Face           | 2:38    |
| B4 | Heaven Can Wait                             | 2:27    |